# Abhayamudrā
Abhayamudra è un mudrā della dottrina induista, nella tradizione yoga e buddhista realizzato con le mani e le dita.

## Simbologia del mudra
Il mudra rappresenta un gesto che induce rassicurazione e salvezza, in quanto la mano aperta di fronte simboleggia l'allontanamento e il distacco dalla paura.

## Posizione
Il mudra si realizza con la mano destra o con entrambe le mani. Consiste nel posizionare la mano aperta in verticale davanti a sé, con le dita unite, levata in segno di protezione. Il pollice è adiacente alle altre dita. L'avambraccio è piegato ad angolo retto.